# Tedo Djaparidze
Tedo Djaparidze est un diplomate et homme politique géorgien né en 1946.

## Biographie
Né le 18 septembre 1946 à Tbilissi, Tedo Djaparidze fait ses études à l'université d'État de Tbilissi.
Devenu diplomate, il est ministre des Affaires étrangères de 2003 à 2004.
Il est membre du Parlement de Géorgie de 2012 à 2016.